# Eunice miurai
Eunice miurai är en ringmaskart som beskrevs av Carrera-Parra och Salazar-Vallejo 1998. Eunice miurai ingår i släktet Eunice och familjen Eunicidae. Inga underarter finns listade i Catalogue of Life.